# تسرنچه (بلا پالانکا)
تسرنچه (به صربی: Crnče) یک منطقهٔ مسکونی در صربستان است که در بلا پالانکا واقع شده‌است. تسرنچه ۶۴ نفر جمعیت دارد.